# Vittorio Marchesi
Vittorio Marchesi (Vicenza, 4 aprile 1895 – Milano, 29 dicembre 1966) è stato un generale e aviatore italiano, pluridecorato veterano della prima guerra mondiale, fu comandante dell'Regia Accademia Aeronautica di Caserta, e successivamente della 5ª Squadra aerea e 1ª Squadra aerea durante il secondo conflitto mondiale.

## Biografia
Nacque a Vicenza il 4 Aprile 1895, e prese parte alla prima guerra mondiale con il grado di sottotenente di complemento, prestando servizio in un reggimento d'artiglieria da campagna tra il maggio 1915 e la fine del 1916. Per il servizio prestato in questi due anni fu decorato con due Medaglie d'argento e una di bronzo al valor militare. 
Transitato nel Servizio Aeronautico divenne pilota di velivolo da ricognizione, eseguendo numerose missioni a bassa quota, e venendo decorato con una terza Medaglia d'argento al valor militare. 
Il 17 maggio 1917 il Tenente Marchesi è osservatore nella 43ª Squadriglia e nello stesso anno passa alla 38ª Squadriglia.
Al termine della guerra transitò nella neocostituita Regia Aeronautica, e il 1º luglio 1924 assunse il comando, in qualità di tenente pilota, della 28ª Squadriglia dotata di velivoli Ansaldo A.300/4 e basata sull'aeroporto di Pisa-San Giusto. Al comando di due sezioni di tre velivoli ciascuna partecipò alle esercitazioni estive tenutesi nell'agosto di quell'anno. Tra il 22 ottobre e il 12 novembre guidò i sette aerei della squadriglia che presero parte alla manifestazione aviatoria di Roma. Nel corso del 1925 fu promosso capitano pilota. Mantenne il comando della 28ª Squadriglia fino al 3 aprile 1927 quando fu rimpiazzato dal capitano Guglielmo Mondini. L'anno successivo entrò a far parte, come insegnante di Topografia e Fotografia aerea, della Regia Accademia Aeronautica di Caserta.
Tra il maggio 1934 e l'agosto 1935 fu comandante del 2º Stormo Caccia Terrestre, per passare, il 17 dello stesso mese, al comando del 13º Stormo Bombardamento Terrestre.
Allo scoppio della Guerra d'Etiopia fu mandato in Africa orientale in qualità di generale di brigata aerea, per assumere l'incarico di Capo di stato maggiore del Comando aeronautica dell'Africa orientale italiana. Durante il corso del conflitto compì lunghi voli di ricognizione strategica sul Tana, sullo Scirè, sull'Endertà per rendersi conto della reale situazione militare, adattando ad essa il corso delle operazioni aeree.
Per la sua attività in Etiopia il 9 maggio 1936 fu insignito del titolo di Cavaliere dell'Ordine Militare di Savoia.
Il 15 febbraio 1940, in vista dell'entrata in guerra dell'Italia, fu nominato Comandante della Regia Accademia Aeronautica di Caserta, ricoprendo tale incarico fino al 15 ottobre 1941. Il 6 novembre dello stesso anno sostituì il Generale di squadra aerea Mario Ajmone Cat al comando della 5ª Squadra aerea in Africa settentrionale italiana. Mantenne tale incarico fino al 1º ottobre 1942, quando fu sostituito dal generale Mario Bernasconi. Per la sua attività in A.S.I. il 26 maggio 1942 fu insignito del titolo di Commendatore dell'Ordine militare di Savoia. Rientrato in patria assunse il comando della 1ª Squadra aerea di Milano. Nel corso del mese di novembre le truppe italo-tedesche occuparono la zona sud della Francia, posta sotto la giurisdizione del governo di Vichy, ed egli organizzò il Comando Aeronautica della Provenza, incaricato di requisire il materiale aeronautico francese catturato dagli aeroporti, e rimetterlo in efficienza per l'eventuale trasferimento in Italia.
Alla data dell'armistizio dell'8 settembre 1943 sfuggì all'arresto dei tedeschi rifugiandosi in Svizzera e precisamente a Ginevra dove risiedette fino alla fine del conflitto. Si spense a Milano il 29 dicembre 1966.

### Periodici
- Fabio Mannu, La 5ª Squadra Aerea da El Alamein a Tunisi, n. 3, Roma, Associazione Arma Aeronautica, marzo 1999,  pp. 16-17.
- Ferdinando Pedriali, Biplani d'assalto in Africa Settentrionale, in Rivista Storica, n. 10, Roma, Coop. Giornalisti Storici a.r.l., novembre 1995,  pp. 14-25.